# Saue
Saue je grad u okrugu Harjumaa, sjeverozapada Estonija. Najbliže centri su Tallinn (18 km) i Keila (7 km).
1792. sagrađen je u dvorac Saue. Preteča današnjeg grada je osnovana 1920. godine kao vrtni grad. Godine 1993. selo Saue postaje gradom, dok se iduće 1994. godine Saue odvaja od Tallinna.
Područje Saue ima 3,50 četvornih kilometara i oko 5.600 stanovnika. 93% ljudi koji žive u gradu su etnički Estonci. Prosječna starost ljudi je 35 godina. Tijekom godina, popis stanovništva pokazuje da broj stanovnika polako raste. Godine 1959. bilo je 1.088 ljudi koji žive u Saueu, 1989. je bio 4.395 stanovnika i na kraju 2005 5.600.
U gradu postoje športski klubovi za tenis, odbojku, košarku, boks i karate. Grad također ima srednju školu, glazbenu škola, dječji vrtić i Centar za mlade.
Saue ima 21 km cesta koje zauzimaju 30 hektara gradskog područja

## Vanjske poveznice
- Saue - službene stranice (na engleskom)

|  | Zajednički poslužitelj ima još gradiva o temi Saue |